# Bambous
Bambous är en ort i Mauritius.   Den ligger i distriktet Black River, i den västra delen av landet, 14 km sydväst om huvudstaden Port Louis. Bambous ligger 122 meter över havet och antalet invånare är 15 345. Den ligger på ön Mauritius.
Terrängen runt Bambous är platt åt nordväst, men åt sydost är den kuperad. Havet är nära Bambous åt nordväst. Runt Bambous är det ganska tätbefolkat, med 104 invånare per kvadratkilometer. Närmaste större samhälle är Beau Bassin, 6,8 km nordost om Bambous. Omgivningarna runt Bambous är en mosaik av jordbruksmark och naturlig växtlighet.